# Leptosia nupta
Leptosia nupta är en fjärilsart som först beskrevs av Butler 1873.  Leptosia nupta ingår i släktet Leptosia och familjen vitfjärilar.
Artens utbredningsområde är Angola. Inga underarter finns listade i Catalogue of Life.